# Liste der Kulturgüter in Schaan
Die Liste der Kulturgüter in Schaan enthält alle unter Denkmalschutz gestellten Objekte auf dem Gebiet der Gemeinde Schaan im Fürstentum Liechtenstein. Grundlage ist das Verzeichnis der geschützten Kulturgüter im Fürstentum Liechtenstein, das durch das Amt für Kultur erstellt und seither laufend ergänzt wurde (Stand: 2020).

## Kulturgüter
| Foto |                                                          | Objekt                                                                                              | Standort                                 | Beschreibung | Eintragung |
| ---- | -------------------------------------------------------- | --------------------------------------------------------------------------------------------------- | ---------------------------------------- | --- | ---------- |
| ja   | Datei hochladen                                          | Kirchturm der abgebrochenen alten Pfarrkirche St. Laurentius Objekt-Nr.: 5512.0091                  | Duxgasse 1 (Karte)Parzelle: 409          | | 26.06.1951 |
| ja   | Datei hochladen · zugehöriges Wikidata-Objekt Q113462997 | Kapelle St. Peter Objekt-Nr.: 5512.0092                                                             | Obergass 8 (Karte)Parzelle: 320          | Der heutige Baubestand der Kapelle St. Peter geht zurück in die zweite Hälfte des 15. Jahrhunderts. | 26.06.1951 |
| ja   | Datei hochladen · zugehöriges Wikidata-Objekt Q100435148 | Kapelle St. Maria zum Trost auf Dux Objekt-Nr.: 5512.0093                                           | Duxweg 35 (Karte)Parzelle: 583           | | 26.06.1951 |
| ja   | Datei hochladen · zugehöriges Wikidata-Objekt Q65179869  | Gamanderhof, ehemaliger herrschaftlicher Meierhof Objekt-Nr.: 5512.0094                             | Planknerstrasse 39 (Karte)Parzelle: 2635 | Die Erbauungszeit des ehemaligen herrschaftlichen Meierhofs «Gamander» wird nach einer dendrochronologischen Untersuchung auf die Jahre 1720/22 gelegt.                                                                                                   | 26.06.1951 |
|      | Datei hochladen · zugehöriges Wikidata-Objekt Q113463052 | Haus 12 Objekt-Nr.: 5512.0095                                                                       | Obergass 12 (Karte)Parzelle: 319         | Das Haus wurde 1850 nach dem Obergass-Brand von 1849 erbaut. | 21.10.1980 |
| ja   | Datei hochladen · zugehöriges Wikidata-Objekt Q64690968  | Haus 71/73/75, Landweibelhäuser Objekt-Nr.: 5512.0096                                               | Landstrasse 71 (Karte)Parzelle: 300      | | 06.09.1988 |
| ja   | Datei hochladen · zugehöriges Wikidata-Objekt Q29881802  | Pfarrkirche St. Laurentius Objekt-Nr.: 5512.0090                                                    | Reberastrasse 17 (Karte)Parzelle: 381    | Am 19. Juli 1888 wurde der Grundstein für die Neue Pfarrkirche St. Laurentius gelegt. Die Pfarrkirche, die nach den Plänen des Architekten Gustav von Neumann errichtet wurde, gilt als die höchste und grösste Kirche des Fürstentums.                   | 22.10.2002 |
| ja   | Datei hochladen · zugehöriges Wikidata-Objekt Q801403    | Bahnhof Schaan-Vaduz mit Aufnahmegebäude, Zollabfertigung und Frachtenmagazin Objekt-Nr.: 5512.0110 | Postplatz 5 (Karte)Parzelle: 1622        | Die k.k. privilegierte Vorarlberger Bahn (VB) errichtete 1872 die Bahnstrecke Feldkirch–Buchs. Das in Massivbauweise erstellte Aufnahmegebäude des Bahnhofs Schaan-Vaduz wurde 1870 bis 1872 als einstöckiger Bau nach einheitlichem Typenplan errichtet. | 10.09.2019 |
|      | Datei hochladen · zugehöriges Wikidata-Objekt Q113463086 | Haus 3 Objekt-Nr.: 5512.0694                                                                        | Bahnstrasse 3 (Karte)Parzelle: 1236      | In dem Jahr 1912 wurde von Carl Hilti ein Wohnhaus mit mechanischer Werkstätte für die Schraubenfabrik der Firma Schlumpf & Co. erbaut. | 12.12.2007 |
| ja   | Datei hochladen · zugehöriges Wikidata-Objekt Q113463097 | Ehemaliges Gasthaus Traube Objekt-Nr.: 5512.0710                                                    | Landstrasse 81 (Karte)Parzelle: 288      | Das ursprünglich als Wohnhaus mit Gewölbekeller errichtete Gebäude wurde 1911 in das Gasthaus Traube umgebaut. | 21.04.2009 |
| ja   | Datei hochladen                                          | Mostpresse im ehemaligen Gasthaus Traube Objekt-Nr.: 5512.0801                                      | Landstrasse 71 (Karte)Parzelle: 300      | Im ehemaligen Gasthaus Traube befand sich eine gewerbliche Mostpresse der Marke «Bucher-Guyer» aus der Zeit um 1915. | 30.06.2009 |
| ja   | Datei hochladen · zugehöriges Wikidata-Objekt Q113463115 | Villa Ruscheweyh – Seminarzentrum Stein Egerta Objekt-Nr.: 5512.0832                                | Steinegerta 26 (Karte)Parzelle: 2737     | | 03.04.2019 |
|      | Datei hochladen                                          | Römische Strassenteile Objekt-Nr.: 5513.0002                                                        | Schmedgässle (Karte)Parzelle: 137        | | 08.06.1993 |